# 嶋村瞳
嶋村 瞳（しまむら ひとみ、1990年3月27日 - ）は、日本のタレント、グラビアアイドル。2019年から競艇SGのピットリポーター、コラムニストとしても活躍し、現在はボートレース番組多数出演中。
ものまねタレント、松浦 ほよよ（まつうら ほよよ）、HITOMIの芸名でも活動していた。ものまねアイドルユニット、オリーブ48のメンバー。元お笑いトリオ クスノキのメンバー。
神奈川県横浜市 出身。所属事務所はアヴィラ。
「ミス東スポ2018グランプリ」1位入賞。「アサ芸Secret2018 バトルロワイヤル」第二弾グランプリ1位入賞。
競艇、競馬、競輪の予想トークイベント、全国各地の競艇場へゲスト出演。
東スポweb上でYouTube動画『嶋村瞳的ボートのミカタ』を連載。2020年からは競艇のSGに引き続き、プレミアムG1の選手インタビューも担当。
大村競艇×嶋村瞳 ｢嶋村瞳のひーちゃんす！｣YouTube生LIVE番組初レギュラー。2024年から「オムスタ24」番組レギュラー。
芸能界一の1-4-6ハンター「ミス1-4-6ハンター」受賞

## 来歴
5歳の頃、両親が芸能事務所に所属させる。5歳から中学2年生まで、セントラル子供劇団に所属。女優、タレント、モデルとして活動。
中学2年生の頃、高校受験のため事務所を辞める。その後15歳の頃、横浜でスカウトされ、芸能事務所フォース・エージェント・エンターテイメントに所属。高校卒業後は正社員として東急電鉄グループ企業に入社し、総合事務職として2年半勤務。
20歳の頃、フォース・エージェント・エンターテイメントとM'Sワールド兼任所属。グラビアアイドルとしてデビューするも、2011年8月、休業。
演者として活動しつつも、Ｍ'sワールドのマネージャーとしても働いていた。
2013年12月～2015年9月30日、上場一部のコンサル会社に派遣社員として入社し、営業アシスタントとして3年間勤める。
2014年12月頃、芸能界復帰。A-Lightに所属。派遣社員と並行して2015年、グラビアアイドル、タレントとして活動。
2015年12月、アヴィラに移籍。ジンセイプロと業務提携。アヴィラでグラビアやバラエティータレントとして活動しつつ、ものまねタレントとしても活動。
2017年12月25日、「ミス東スポ2018グランプリ」に選出される。1位入賞。
2018年7月10日、「アサ芸Secret2018バトルロワイヤル第二弾グランプリ」に選出される。1位入賞。
「ミス東スポ2019」「ミス東スポ2020」「ミス東スポ2021」の記者発表の進行を務める。

## 人物
家族にとても愛されて育てられ、母とは親友のような仲。
愛犬はトイプードルのムーちゃん。
習い事は、ピアノ、茶道、習字、絵画、太鼓、水泳、演技、ダンス、KUMON、塾。その中でもピアノは14年間ほど通っていた。小学生の頃は週6日で習い事だった。
小学生では器械体操・陸上部に所属し、ジュニアオリンピック（スーパー陸上）に100m走で出場。中学生では、陸上部に所属し、100m、200m、800mと3年連続区大会で1位入賞。3キロマラソンでは、男女大人参加の中5位入賞。高校生では、チアリーダー・バトントワラー部に所属。
趣味は、鍼治療、温泉、マッサージ、録画したバラエティ番組を見ること。
好きな映画は『A.I.』、ディズニー映画。
好きな食物は、ヨーグルト、おつまみ系、魚介類（特に海老、貝類）、鰻、お肉、梨。嫌いな食物は、無い。
好きな色は、白、ピンク。
好きな花は桜。

## 資格
PADI スクーバダイビングオープンウォーター。
情報処理検定2級。
ワープロ実務検定2級。

## 受賞
- ミス東スポ2018グランプリ1位入賞[14]。
- アサ芸Secret2018バトルロワイヤル第二弾グランプリ1位入賞。

## 作品

### DVD
- 「My Girl 嶋村瞳」（2011年1月20日発売 - ラインコミュニケーションズ）[15]
- 「My Girl スペシャルオムニバスII」（2011年2月発売 - ラインコミュニケーションズ）
- 「My Girl 嶋村瞳2」（2011年7月20日発売 - ラインコミュニケーションズ）
- 「瞳に恋して」（2016年6月24日発売 - スパイスビジュアル）[16]
- 「瞳と一緒」（2016年9月23日発売 - スパイスビジュアル）[17]
- 「濡尻」（2017年10月27日発売 - グラッソ）[18]
- 「瞳尻-ヒトミシリ-」（2021年6月20日発売 - ラインコミュニケーションズ）[19]

### DVD-R写真集
- 「嶋村瞳」（2016年5月13日発売 - デジタル出版）[20]
- 「嶋村瞳2」（2016年5月13日発売 - デジタル出版）[21]
- 「嶋村瞳ホワイトビキニ」（2016年12月14日発売）
- 「嶋村瞳3」（2016年12月19日発売 - デジタル出版）[22]
- 「嶋村瞳4」（2016年12月19日発売 - デジタル出版）[23]
- 「嶋村瞳5」（2017年6月26日発売 - デジタル出版）[24]
- 「嶋村瞳6」（2017年6月26日発売 - デジタル出版）[25]
- 「HIPHIPHIP美尻12」（2017年10月28日発売 - デジタル出版）
- 「HIPHIPHIP美尻13」（2017年10月28日発売 - デジタル出版）
- 「競これ 嶋村瞳」（2018年5月27日発売 - デジタル出版）[26]
- 「競これ 嶋村瞳＆希帆」（2018年5月27日発売 - デジタル出版）[27]

### VR
- apartment Days！ 嶋村瞳 トライアル版（2018年4月6日）
- act1 apartment Days！ 嶋村瞳（2018年4月6日）
- act2 apartment Days！ 嶋村瞳（2018年4月6日）

## 出演

### テレビ
- ららら日記（日本テレビ）
- 伊東家の食卓（日本テレビ）
- ガッコの先生（2001年10月7日〜12月16日、TBS）- 小野寺敦の生徒役
- こたえてちょーだい!（フジテレビ）
- ティンティンTOWN!（日本テレビ） - 加護亜依役、辻希美役
- あなたに逢いたい！（テレビ朝日） - 小川浩子役
- 目撃!ドキュン（テレビ朝日） - 佐藤政子役
- ピグ☆1 アイドル腕相撲クイーン決定戦（2011年 - 、アイドル専門チャンネルPigoo）
- 東京オーディション(仮)（2016年4月18日・2017年8月21日・9月11日・10月9日・11月13日・12月4日、TOKYO MX）
- 出没!アド街ック天国（2016年6月25日・7月29日、テレビ東京）
- ぷるるんトラベラー（2016年7月、サンテレビ）
- オトナ養成所 バナナスクール（2016年8月23日、東海テレビ）
- クイズ☆スター名鑑（2016年10月16日「ものまね芸人いる？いない？」、12月11日「ギリギリ有名人が逃走中」、TBS）
- アニメちゃんに会える国（2016年11月18日・11月25日、TOKYO MX）
- 真夜中のおバカ騒ぎ!（2017年1月4週、チバテレビ・TOKYO MX）
- カイモノラボ（2017年2月～7月、TBS）
- 激!今夜もドル箱（2017年5月2日・2018年1月23日、テレビ東京）
- 爆笑そっくりものまね紅白歌合戦スペシャル（2017年9月8日、フジテレビ） - 乃木坂46（当時） 白石麻衣のものまね
- パチFUN!（2018年3月から5週・6月から5週・7月から5週・10月から5週・12月・2019年1～2月・12月から2020年1月・2020年3月から5週、テレビ神奈川・チバテレ・テレビ埼玉・長野放送・テレビ愛知）
- BAZOOKA!!!（2018年6月4日 - BSスカパー!）
- お願い!ランキング（2019年2月25日「私って美人ですよね」、テレビ朝日）
- 林修の今でしょ!講座（2019年3月12日・5月21日、テレビ朝日）再現VTR
- 全力坂（2019年6月13日「石坂」・7月3日「梨木坂」、テレビ朝日）
- BOAT RACEライブ 〜勝利へのターン〜（2019年9月15日 - 生放送ゲスト出演・2020年3月8日 - 生中継の現地リポート、BSフジ）
- 鎧美女（2019年11月11日、フジテレビONE）
- BOAT RACEプレミア 〜ハートビートボート〜（2020年5月17日・7月5日・7月19日・9月13日、11月8日、BSフジ）生放送ゲスト出演
- あたり前じゃねぇからな!TV（2020年7月6日、TOKYO MX）
- キニナル金曜日（2021年9月10日 TBS）

### WebTV
- 現役小中高生によるアイドル学園（2016年2月9日・5月25日 - 、ニコジョッキー）
- 関谷迅市の健康ジョッキー（2016年6月20日 - 、ニコジョッキー）
- 小石田純一のモテ男への道（2017年1月4日、2月1日、FRESH! by AbemaTV）
- 楽天スーパーライブTV（2017年2月6日）
- e-shinbunチャンネル in 玉野ミッドナイト（2017年2月24、25日、e-shinbunチャンネル）
- 来ちゃった！葉山ちゃんち（2017年3月、FRESH!）
- 資産15億円の男・前田けゑの『自腹ケイバ！』（2017年3月・4月・5月、hihin）
- バラエティ開拓バラエティ 日村がゆく #34（2017年12月、AbemaTV）M-1ナメてるグランプリ優勝（クスノキとして）[28][29]
- モリモリ盛れる！いいねが貰える自撮り講座（2018年2月3日- ニコニコ生放送）
- グラドルVSセクシー女優！水泳大会2018春（2018年3月23日、AbemaGOLD）[30]
- 西武園けいりんミッドナイト（2018年9月24日- SPEEDチャンネル・ニコニコ生放送）
- ニコジョッキー杯 大喜利キング（2018年10月12日 - 、ニコジョッキー）
- 野性爆弾のザ・ワールドチャンネリング（2018年11月、Amazonプライム）
- 【全日本○○グラドルコンテスト】アビリティ【全日本脚力女王グラドルコンテスト】（2019年1月5日、12日、ABEMA SPECIAL）
- ドキドキさまぁ～ず3（2019年3月3日、10日、17日、ネットもテレ東・Paravi）
- 極楽とんぼKAKERUTV（2019年3月28日「尻王」、AbemaTV）
- 裏かみひとえ（2019年10月28日、AbemaTV）
- アベマde週末ボートレース（2019年12月27日、AbemaTV）
- ヒロミ・指原の“恋のお世話始めました”（2021年9月23日、AbemaTV）

### 映画
- 学校の怪談（アフレコ）
- 文化庁教育映画 おやじの手紙
- リアル鬼ごっこ（2008年） - 女子高校生役[31]
- Zアイランド（2015年）- ホステス役

### カラオケ映像
- 第一興商 DAM (カラオケ) - グラカラ11月キラキラガールズ（backnumber 「HAPPY BIRTHDAY」）2019年11月17日～2020年11月17日

### オリジナルビデオ
- バーニングアクション スーパーヒロイン列伝33 白き超女 パワーエンジェル（2019年3月22日、ZENピクチャーズ） - 宇宙捜査官パワーエンジェル/ベル・ウェンディー役（主演）
- 撃獣戦隊アースファイター ブルーマーメイド VS 女幹部ミストレス・ロゼンダ（2019年6月28日、ZENピクチャーズ） - ブルーマーメイド/水凪真弓役（主演）
- 撃獣戦隊アースファイター ブルーマーメイド VS 新女幹部プリンセス・コルビナ（2020年1月24日、ZENピクチャーズ） - ブルーマーメイド/水凪真弓役（主演）
- 撃獣戦隊アースファイター 復活のミストレス・ロゼンダ（2021年1月22日、ZENピクチャーズ） - ブルーマーメイド/水凪真弓役（主演）

### ラジオ
- ステラ☆HAPPY！LIVE！～アヴィラ女々園第2部～（2019年6月18日からMCレギュラー、市川うららFM）毎月第1火曜日
- MAX・邦丸 Ride on Boat（2019年9月15日、文化放送・ラジオ大阪・琉球放送）

### 電車 中吊り広告
- 西武鉄道中吊り広告（2018年8月1日～2018年10月1日）西武園競輪[32]

### 広告
- マッチングサイト matchbook（2016年夏・秋 - 、リクルート）

### VP
- 東京ディズニーランド
- TOTO
- 中沢フーズ

### パンフレット
- 東京ディズニーランド

### カタログ
- フィットパターンサン
- 学研キッズサイエンス

### HP
- 学研ウィズネット

### 教科書
- 文科省 理科（2003年）

### ゲーム
- オンラインパチンコゲーム CR J-CUPエンジェル 〜夏目理緒の萌えばち〜（2007年 - ）

### 雑誌
- 週刊プレイボーイ（2011年、集英社）
- Bejean（2011年、ジーオーティー）水着ショット掲載
- EX MAX!（2016年12月26日、エキサイティングマックス） 純白ビキニ掲載
- 週刊実話（2017年11月9日、日本ジャーナル出版）グラビア掲載[33][34]）
- 週刊大衆（2017年11月20日、双葉社）グラビア掲載[35]）
- アサ芸シークレット（2018年8月3日、徳間書店）グラビアカラー2ページ掲載
- FLASH（2018年12月18日、光文社）グラビアカラー 平成最後31人グラビア特集）
- 月刊キスカ（2021年8月号、竹書房）グラビアカラー4ページ
- 週刊アサヒ芸能（2023年4月特大号、ギャンブル人気美女を総直撃！）[36]）
- EX MAX!（2023年9月号、エキサイティングマックス[37]）
- 週刊実話（2025年3月14日、日本ジャーナル出版）美女ざんまい掲載[38]）
- 週刊アサヒ芸能（2025年5月29号）

### 新聞
- 東京スポーツ・中京スポーツ・大阪スポーツ・九州スポーツ（2017年10月23.24日）グラビア掲載
- 東京スポーツ（2018年1月17日）カラー掲載（平和島ボートレース）
- 東京スポーツ・中京スポーツ・大阪スポーツ・九州スポーツ（2018年1月19日掲載）プロレス大賞授賞式[39]
- 東京スポーツ・中京スポーツ・大阪スポーツ・九州スポーツ（2018年1月24日）
- 大阪スポーツ（2018年3月5日）
- 東京スポーツ（2018年9月5日）カラー1面（桐生ボートレース 鳥めし本店特集）[40]
- 九州スポーツ（2018年10月30日）カラー1面（若松ボートレース 船上ナビゲート特集）[41]
- 東京スポーツ・中京スポーツ・大阪スポーツ・九州スポーツ（2018年11月26日）カラー（伊藤園広告）[42]
- 東京スポーツ・中京スポーツ・大阪スポーツ・九州スポーツ（2018年12月21日）伊藤園 ヘスペリジン広告[43]
- 東京スポーツ・中京スポーツ・大阪スポーツ・九州スポーツ（2018年12月25日）ボートレース平和島 G1クイーンズクライマックス特集[44]
- 東京スポーツ・中京スポーツ・大阪スポーツ・九州スポーツ（2019年5月9日・13日・23日・30日、6月3日・5日・13日、8月8日・15日・22日）宝くじモデル
- サンケイスポーツ・東京スポーツ・中京スポーツ・大阪スポーツ・九州スポーツ（2019年6月21日）東スポ×サンスポ コラボ企画！
- 九州スポーツ（2019年12月31日）表紙カラー1面掲載

### 単独記事
- グラビアプレスタイムズ「嶋村瞳単独記事」全国の大手コンビニの複合コピー機（2022年8月3日～)

### 連載コラム
【嶋村瞳'sEYE!】
- 東京スポーツ・九州スポーツ（2018年12月28日～2019年1月1日）ボートレース平和島 G1クイーンズクライマックス 連載コラム

【嶋村瞳的ボートのミカタ】
- 2019年4月から掲載開始。

東京スポーツ・大阪スポーツ・中京スポーツ（毎月第2木曜日掲載）、九州スポーツ（翌日金曜日掲載）※2020年4月から第2水曜日に掲載日変更

### 舞台
- セントラルフェスタ & CHANCE[45]（2001年11月18日、ゆうぽうと、セントラルグループ）ダンサー
- さよならエンジェル（2015年2月3日 - 8日、参宮橋トランスミッション、As feel）京子 役（18歳大学生）、安積 役（38歳女医）
- フライングパイレーツ〜ネバーランド漂流記[46]（2016年8月3日 - 6日、新宿村LIVE、SHOWMAN'S）ロジャー海賊団 スターキー 役
- 魔銃ドナー クロニクル[47]（2016年9月28日 - 10月2日、六行会ホール、アリスインプロジェクト）星組 香住更紗（かすみ さらさ） 役
- UBUGOE ～Voice of comedy vol.14（2016年12月9日、大田文化の森ホール）
- 朝倉薫プロデュース・ガールズハイパーミュージカル「タイラー×2」（2017年2月22日 - 26日、シアターサンモール）トレンチ役
- 日本橋ドロップス 第二缶（2017年12月7日 - 9日、東日本橋・アクアスタジオ、シズカ式）Aイチゴ味チーム
  - パニックバージンロード 第1話 - 早苗 役
  - 思い出モンスター 第3話 - 松井瞳 役
- 劇団シアターザロケッツプロデュース公演 vol.5「星降る学校」（2019年8月20日 - 25日、テアトルBONBON、劇団シアターザロケッツ）養護教諭 東海林先生 役